# Principauté de Transylvanie
Ne doit pas être confondu avec Grande-principauté de Transylvanie.
Pour les articles homonymes, voir Transylvanie.
1111 (premier prince mentionné : Mercurius)- – 1867 (intégration dans l'entité hongroise de l’Autriche-Hongrie)
Entités précédentes :
- Joupanats (Sklavinies ou Valachies), vassaux de la Hongrie

Entités suivantes :
- Élargie en  royaume de Hongrie orientale (1541-1570) puis érigée en grand-duché de Transylvanie intégré dans  l'empire des Habsbourg (1711-1867)

La principauté de Transylvanie (Ца́ра Aρδελεнѣ́скъ ou Țara Ardelenească et plus récemment en roumain : Țara Ardealului ou Voievodatul Transilvaniei, en hongrois : Erdély Fejedelemség et en allemand : Fürstentum Siebenbürgen) s’est développée au Moyen Âge comme voïvodat autonome dans l’obédience du royaume de Hongrie jusqu’en 1526, comme principauté indépendante mais tributaire de l’Empire ottoman jusqu’en 1699, comme archiduché de la monarchie de Habsbourg puis de l’empire d'Autriche jusqu’en 1867 lorsqu’elle fut intégrée à la Hongrie dans le cadre de l’Autriche-Hongrie.
Avec la principauté de Valachie et celle de Moldavie, c’est l’une des trois principautés médiévales ayant une importante population roumanophone, alors dite valaque (hongrois : oláhok), mais contrairement aux deux « principautés danubiennes » dont l’aristocratie de boyards était roumaine, dont la religion officielle était orthodoxe et dont la langue d’église et d’État était le slavon, puis le grec et enfin le roumain, la Transylvanie, pour sa part, avait une noblesse hongroise d’ispans, ses voïvodes étaient pour la plupart magyars, ses religions officielles étaient le catholicisme par l’édit de Turda de 1366 et le protestantisme par l’« édit de tolérance » de 1565 ; ses langues d’Église et d’État furent le latin, puis le hongrois et l’allemand.
Le territoire de la principauté de Transylvanie a varié dans le temps : son cœur historique correspond au plateau transylvain, région de collines située dans le centre de l’actuelle Roumanie, à l’est de la Transylvanie moderne, entre les Carpates occidentales roumaines, les Carpates orientales et les Alpes de Transylvanie.
Sa durée, elle, varie selon les auteurs modernes : l’historiographie hongroise (et, à sa suite, une partie de l’historiographie germanique ou anglophone) limite son existence à 141 ans durant la période 1570-1711, considérant qu’elle n’a été créée qu’au traité de Spire (succédant au royaume de Hongrie orientale) et qu’elle disparaît en 1711 lorsque le prince hongrois Ferenc II Rákóczy laisse place à des gouverneurs autrichiens ; l’historiographie roumaine, se référant à la liste des princes de Transylvanie et aux institutions propres de cette région (voïvode élu par la Diète transylvaine, lois spécifiques, armée transylvaine, et, parmi les divisions territoriales, des joupanats gouvernés selon le jus valachicum reconnu par la charte de 1383), considère qu’elle a existé durant 756 ans de 1111 à 1867.

## Histoire de la principauté de Transylvanie

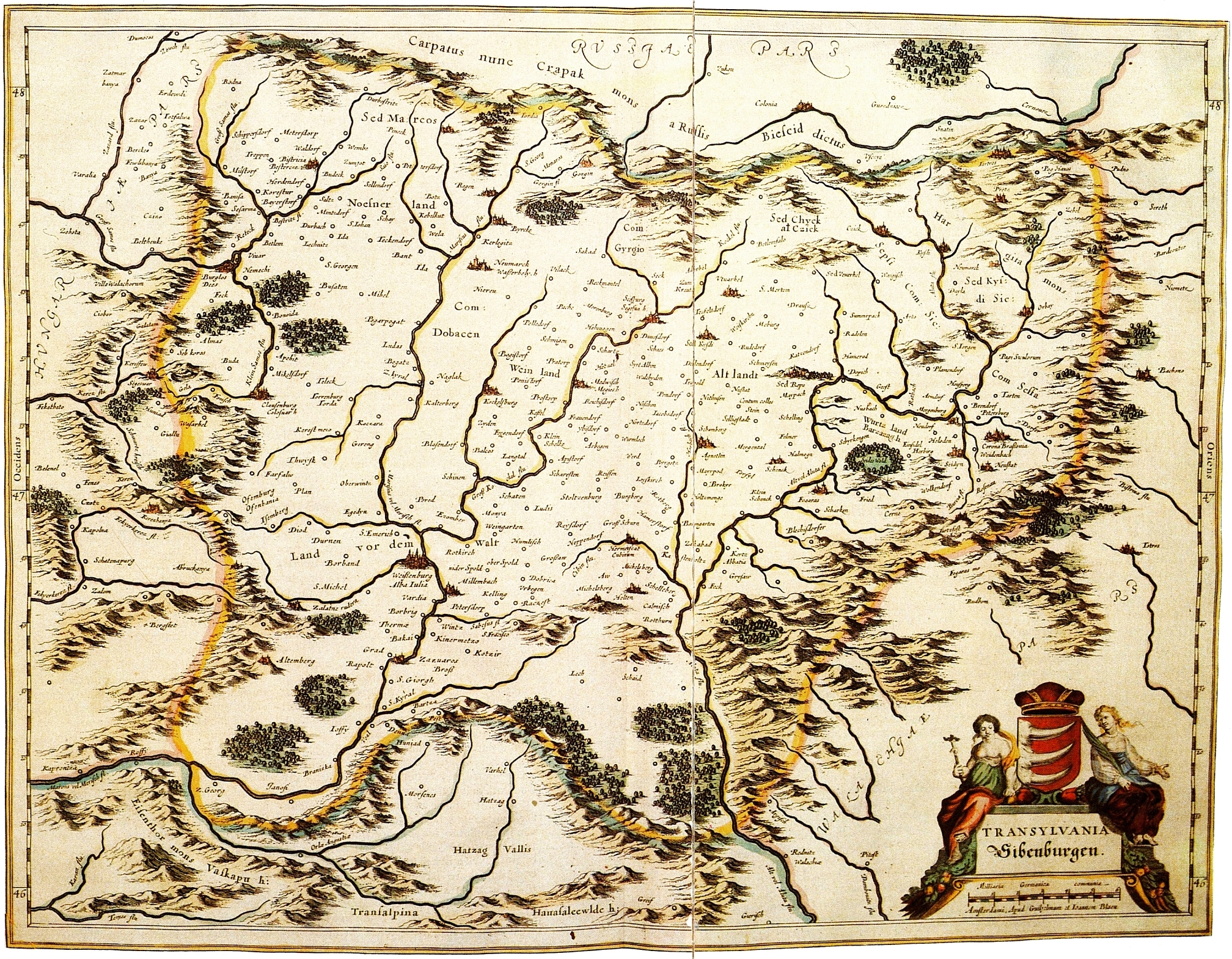
Carte du XVIIe siècle de la principauté de Transylvanie.

### Le voïvodat vassal de la couronne hongroise (XIe–XVesiècle)
À partir du XIe siècle, les Magyars, peuple parlant une langue du groupe finno-ougrien, venu du Nord de la mer Noire (pays d'Etelköz) et installés à la place des Avars au centre du bassin danubien, étendent progressivement leur emprise jusqu’à la chaîne des Carpates, d’abord autour du massif du Bihor, puis sur ce qui devient alors la Transylvanie (Erdély en hongrois, littéralement : « pays au-delà des forêts »). Ils évincent les Bulgares de ces régions et soumettent les populations locales majoritairement slaves et valaques. Le slavon bulgare reste néanmoins la langue officielle de la noblesse, des joupanats et de l’église (orthodoxe) de Transylvanie, qui relève de l’éparchie de Turnu-Severin, elle-même rattachée par périodes aux patriarcats orthodoxe d’Ohrid, de Peć ou directement de Constantinople (voir histoire de l’Église orthodoxe en Roumanie). Lors du schisme de 1054 les Magyars, appelés « Hongres » ou « Hongrois » par confusion avec leurs alliés onoghours, adoptent majoritairement la forme catholique du christianisme : l’évêché catholique d’Alba Iulia est fondé au XIe siècle, pour combattre l’orthodoxie de rite grec de la population. Par alliances, par mariages ou par la force, les joupanats régis par le droit valaque sont intégrés au système féodal hongrois : certains deviennent des banats, d’autres sont rattachés aux comtés (megye) hongrois, d’autres encore sont organisés en voïvodats comme la Marmatie et la Transylvanie. La noblesse roumaine et slave est progressivement intégrée dans la noblesse hongroise, notamment par passage au catholicisme, favorisé par l'édit de Turda du roi Louis Ier de Hongrie qui conditionne l'accessibilité à la congregatio generalis et à la Diète à l'appartenance à l'Église catholique.
Outre les Magyars, les nouveaux seigneurs hongrois sédentarisent dans la partie orientale de la Transylvanie, le long des Carpates orientales, des mercenaires, les Sicules (en hongrois székelyek, en roumain secui, en allemand Szekler), colons aux origines incertaines (finno-ougriennes ? turques ? mongoles ?). Ce peuple d’hommes libres de langue hongroise devient lui aussi catholique, et prend en charge la garde des frontières.
Du XIe au début du XVIe siècle, la Transylvanie est une principauté dotée de ses propres institutions et lois, autonome par rapport au royaume de Hongrie mais vassale de celui-ci. Le prince régnant, portant le titre de voïvode de Transylvanie, élu par la diète du voïvodat, n’est pas nommé mais adoubé par le roi de Hongrie, et est un membre de droit de la haute noblesse hongroise. Le prince le plus connu est Jean Huniade (en roumain : Iancu de Hunedoara, en hongrois : Hunyadi János) (d’origine roumaine par son père), vainqueur de la bataille de Belgrade (Nándorfehérvár) en 1456, contre les Ottomans, et père du roi Matthias Ier de Hongrie (en hongrois Hunyadi Mátyás, en roumain Matia Corvin).
Après l’invasion tatare de 1223, les rois de Hongrie étendent en Transylvanie le système des comitats (vármegye en hongrois, megieşuri en roumain) et, pour développer les mines, font appel à des colons allemands (appelés Saxons, même s’ils ne viennent pas tous de Saxe : environ 10 % étaient Wallons et Lorrains, comme en témoignent les appellations « wallen »). Leurs privilèges et droits sont consignés en 1224 dans le diplôme « Andreanum ». Ils s’installent sur des terres royales (« Fundus Regius ») où selon la légende ils fondent sept cités (d’où le nom allemand de la Transylvanie : Siebenbürgen). Ils consolident leurs privilèges, qui seront abolis en 1867, en même temps que la principauté de Transylvanie qui fut alors rattachée au royaume de Hongrie, au sein de la double monarchie austro-hongroise.

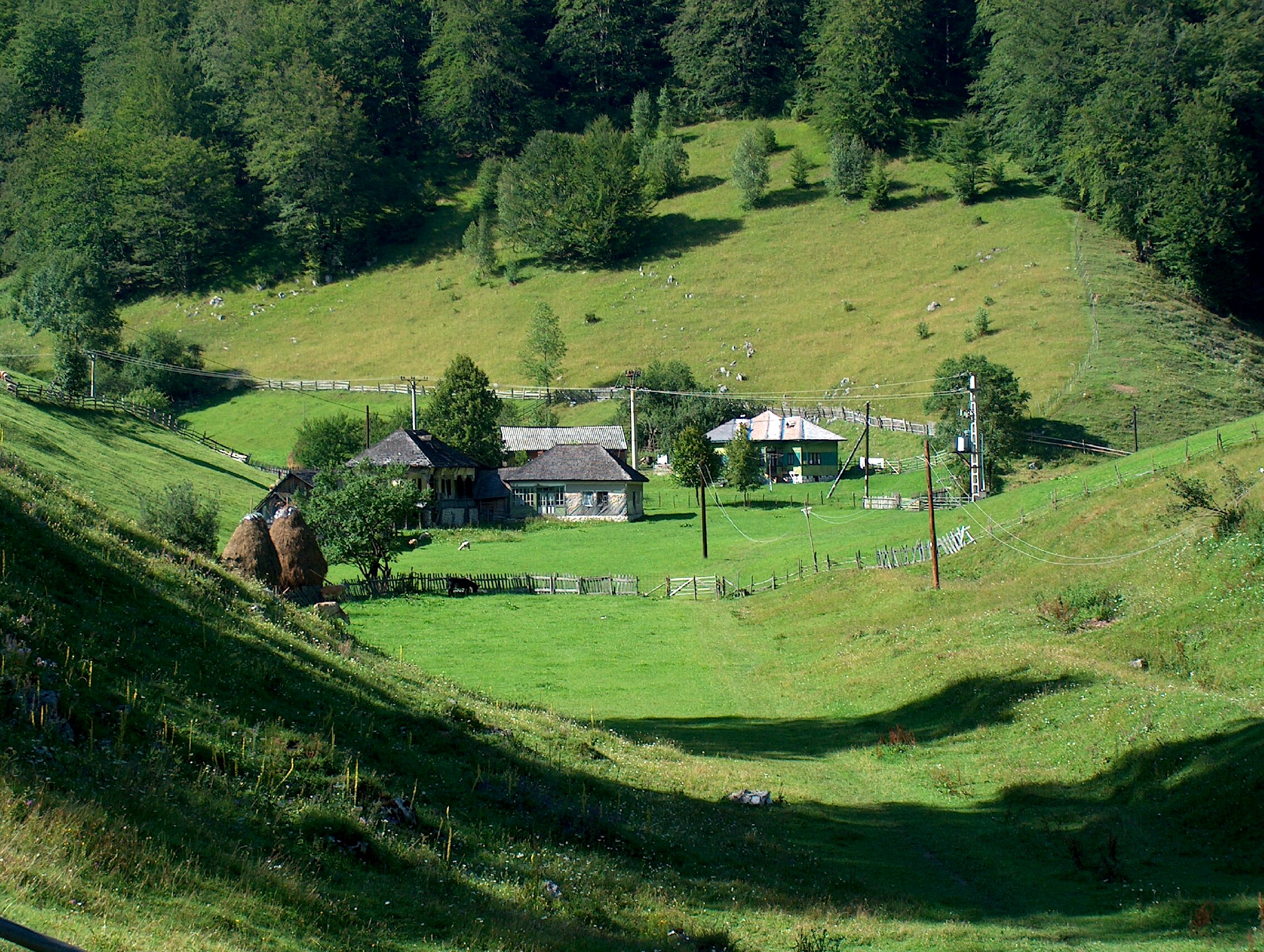
Une petite posada des Carpates transylvaines.

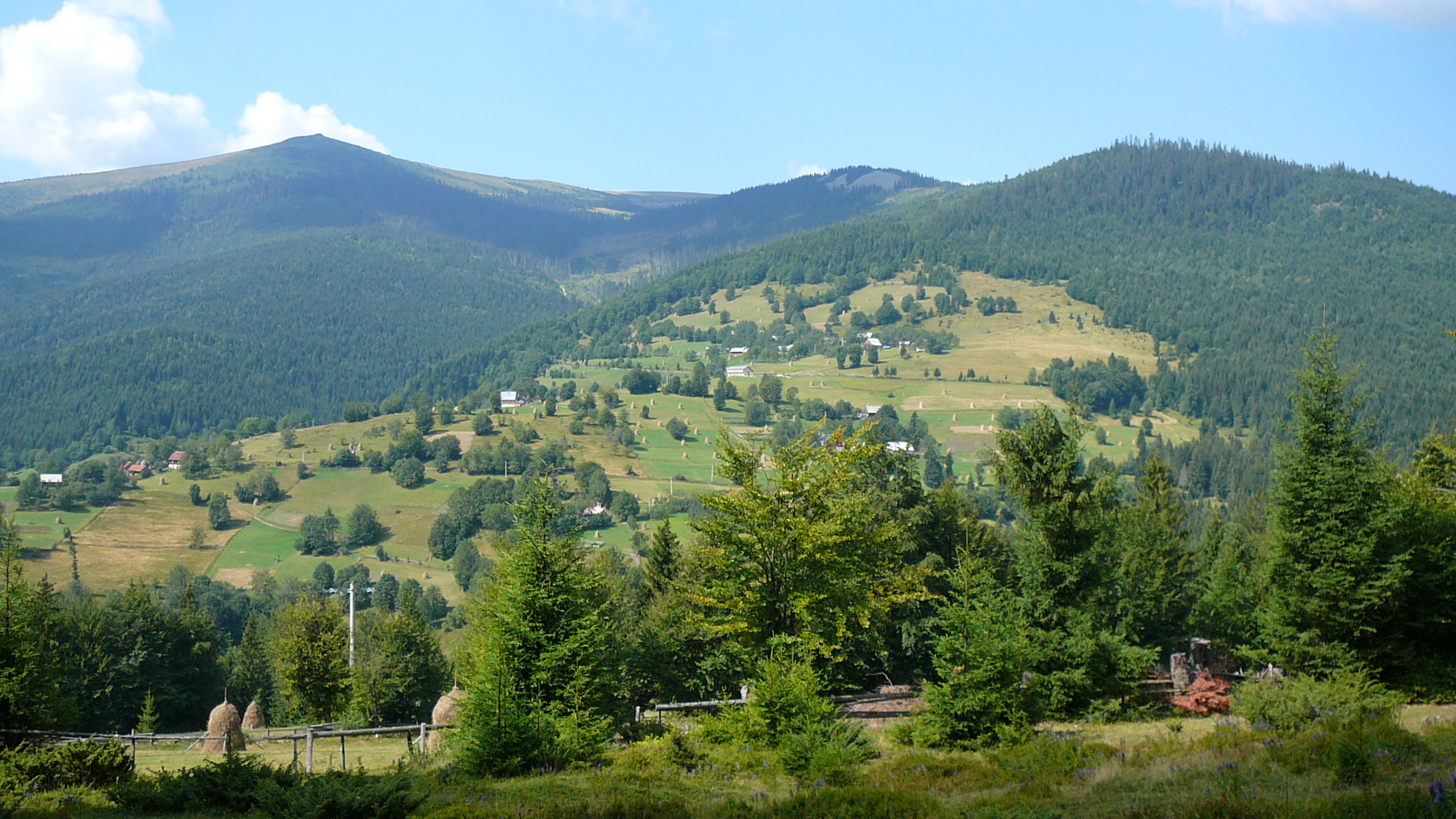
Une grande posada, clairière jadis fortifiée des « Valaques » des Carpates occidentales roumaines.

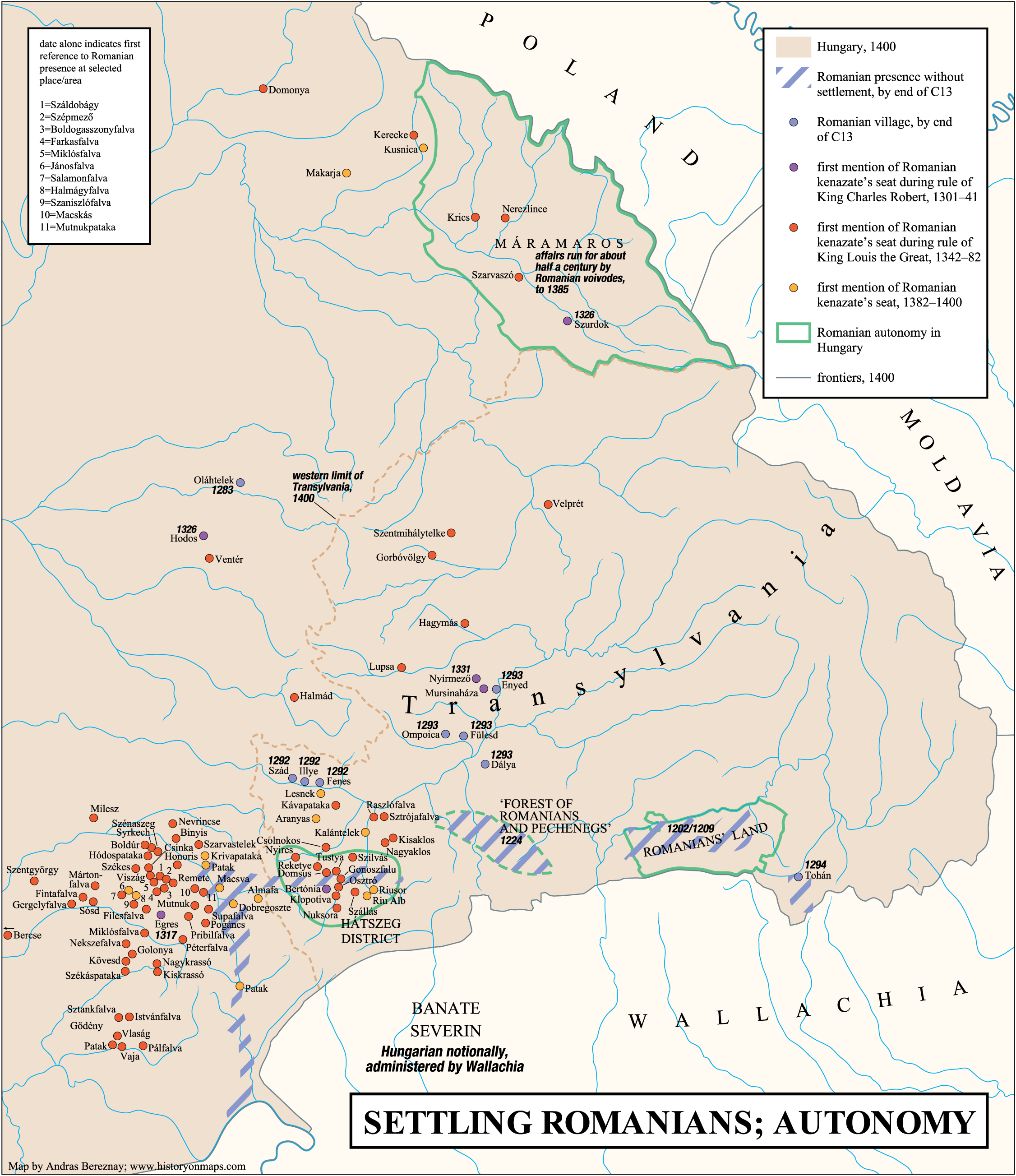
Quelques établissements autonomes valaques figurant dans les documents contemporains du royaume de Hongrie entre le XIIIe siècle et le XIVe siècle.

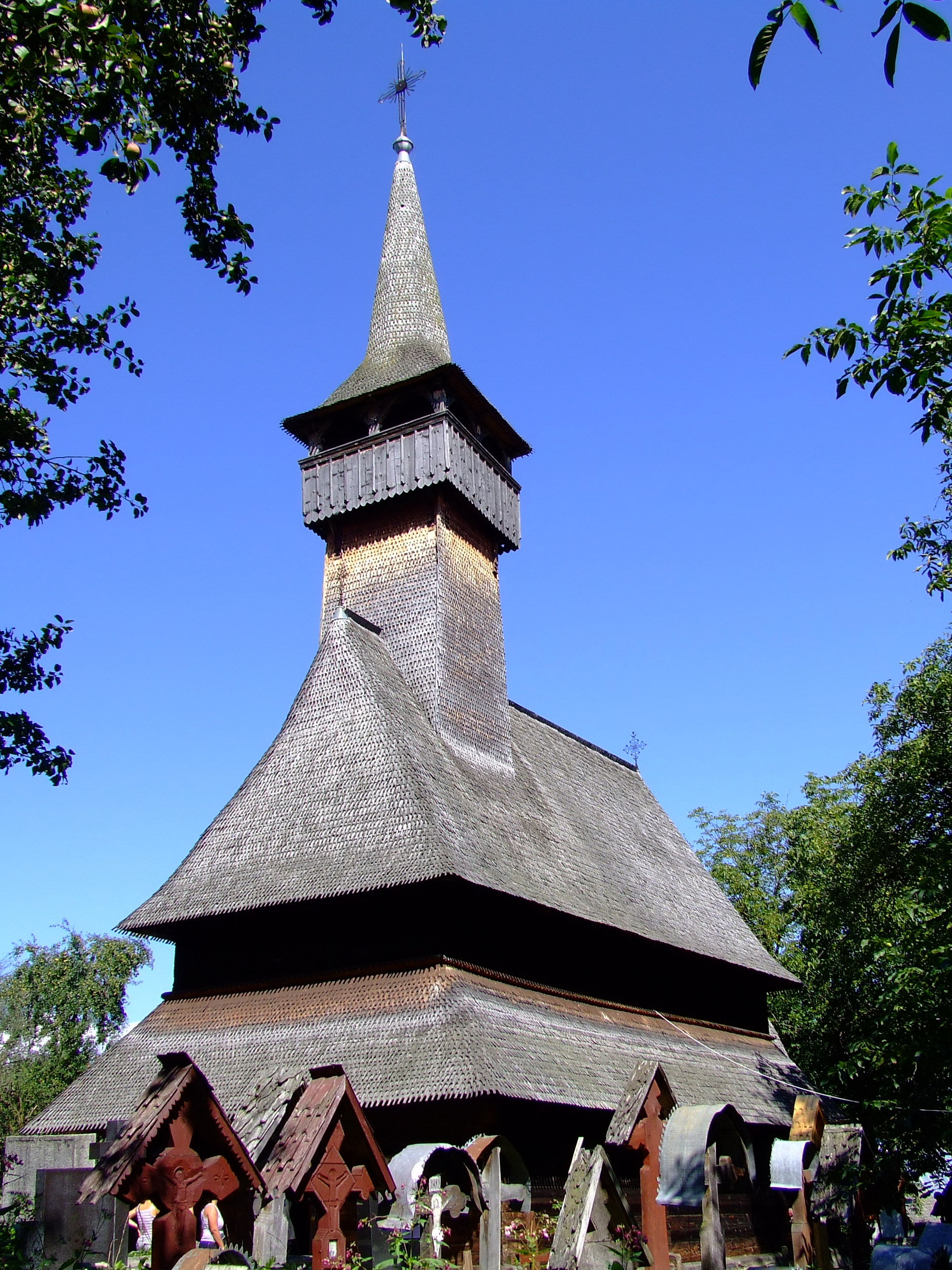
Église valaque en bois à Ieud.

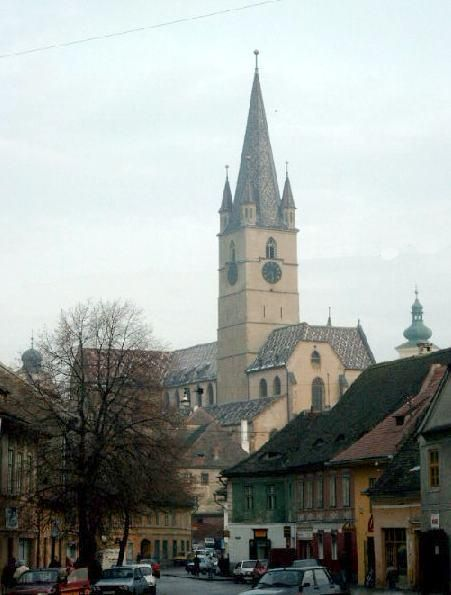
Église saxonne urbaine en pierre à Sibiu (en allemand Hermannstadt).

Jusqu’en 1366, la Transylvanie a connu une organisation politique où, outre l’aristocratie magyare, les Saxons, les Sicules et les Valaques étaient représentés à la Diète (Universis nobilibus, Saxonibus, Syculis et Olachis). Ils formaient ensemble un tiers état (congregatio generalis) pouvant proposer et voter des règlements, et être délégués pour prendre des mesures exécutives concernant l’ordre public, les relations entre confessions, groupes linguistiques et confréries professionnelles, voire les questions militaires. Les joupanats valaques de Transylvanie avaient initialement été organisés en vlachfölds : communautés territoriales nommées par eux țări (du latin : terra) ou ținuturi (du latin : tenere) et régies par le jus valachicum (en roumain λеџѣ стръмошѩскѣ – legea strămoșescă soit « droit ancestral », en français « droit valaque »). Les historiens roumains les définissent comme des « Romanies populaires » ou « Valachies ». À mesure que la noblesse roumaine (joupans et boyards), sommée de renoncer à l'orthodoxie ou de partir, se magyarisait (grofia) ou quittait le pays vers la Valachie et la Moldavie au-delà des Carpates (descălecarea), les țări transylvaines furent tour à tour intégrées aux comitats hongrois et aux fiefs saxons, durant les XIIIe et XIVe siècles :
- Pays d'Amlaș (Țara Amlașului) ;
- Pays du Făgăraș (Țara Făgărașului) ;
- Pays des Forestiers (ro) (Ținutul Pădurenilor) ;
- Pays du Gurghiu (Țara Gurghiului) ;
- Pays de Hațeg (Țara Hațegului) ;
- Pays du Lăpuș (Țara Lăpușului) ;
- Pays des Moți (Țara Moților) ;
- Pays de Năsăud (Ținutul Năsăudului, en allemand Nösnerland) ;
- Pays d'Oaș (Țara Oașului) ;
- Pays du Sătmar (Ținutul Sătmarului) ;
- Pays de Vlăhița (Țara Vlăhiței qui veut dire « petite Valachie ») ;
- Pays de Zărnești (Ținutul Zărneștilor).

Il y avait également des vlachfölds hors de la principauté de Transylvanie proprement dite, en Hongrie orientale (Partium) :
- Pays d'Almaj (Ținutul Almajului ou Țara Vâlcului dans le Banat) ;
- Pays du Bihor (Țara Bihorului ou Ținutul Crișurilor : pays des Criș) ;
- Pays du Maramureș (Ținutul Maramureșului ou Țara Marmației, d'où sont partis les voïvodes fondateurs de la Moldavie) ;
- Pays du Zărand (Ținutul Zărandului).

En 1366, par l'édit de Turda, le roi Louis Ier de Hongrie redéfinit l'accessibilité à la congregatio generalis et à la Diète, désormais conditionnée par l'appartenance à l'Église catholique. Bien que l'édit ne le mentionne pas ouvertement, cela en exclut les orthodoxes, c'est-à-dire la majorité des Transylvains. La noblesse roumaine doit se convertir (et se magyariser) ou s'exiler (en Moldavie et Valachie). La fin des țări ou vlachfölds abandonnés par cette noblesse, place les Valaques orthodoxes en situation de servage : ils se joignent aux jacqueries de Bobâlna en 1437. La répression exercée par les ordres et les privilégiés aboutit en 1438 à la constitution de l’Unio Trium Nationum, qui fige la société transylvaine dans un ordre social foncièrement inégalitaire que la jacquerie de Gheorghe Doja/Dózsa György en 1514 ne parvient pas à ébranler, et qui perdurera jusqu’au XVIIIe siècle et à la Révolution transylvaine de 1784. Dans cet ordre social, seuls les catholiques (Hongrois, Sicules et Saxons) sont reconnus comme « nations » par l’Unio Trium Nationum.
Les localités transylvaines acquièrent alors leur typologie topographique encore bien visible aujourd’hui : forteresse ou église catholique fortifiée, entourée de grosses maisons bourgeoises en pierre, hongroises ou saxonnes, protégées par un rempart, lui-même entouré d’une multitude de maisonnettes en bois, pisé et chaume des Valaques désormais asservis qui, en cas d’invasion, n’étaient plus admis à l’intérieur du rempart mais s’abritaient dans leurs posade (clairières ceintes de palissades et de pièges dans la forêt). Cette société foncièrement inégalitaire dure jusqu’à la Révolution transylvaine de 1784. Les églises des Valaques, elles aussi, étaient en bois pour la plupart, et situées hors les remparts : il en subsiste quelques-unes. Un marronnage endémique de ces exclus ayant perdu leurs droits, peuple de larges habitats dispersés dans les montagnes, entièrement en bois : ils y survivent de pastoralisme et se font à l’occasion braconniers, haïdoucs, ou bien pandoures dans les armées des voïvodes de Transylvanie.

### La principauté vassale de l’Empire ottoman (XVIe–XVIIesiècle)
(mai 2012).

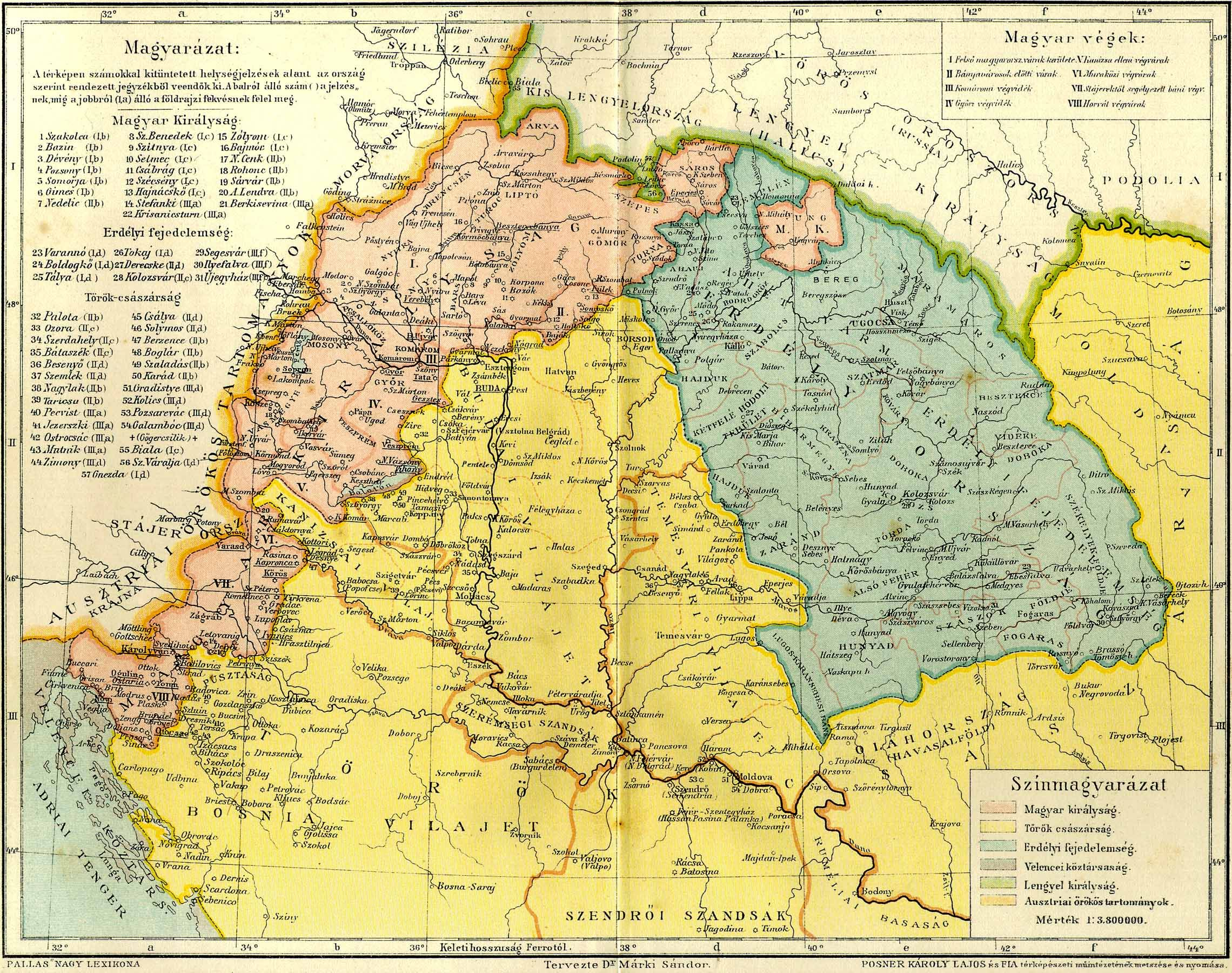
La Hongrie en 1629 : Hongrie royale en rose-orange, Empire ottoman en jaune, principauté de Transylvanie en bleu-vert.

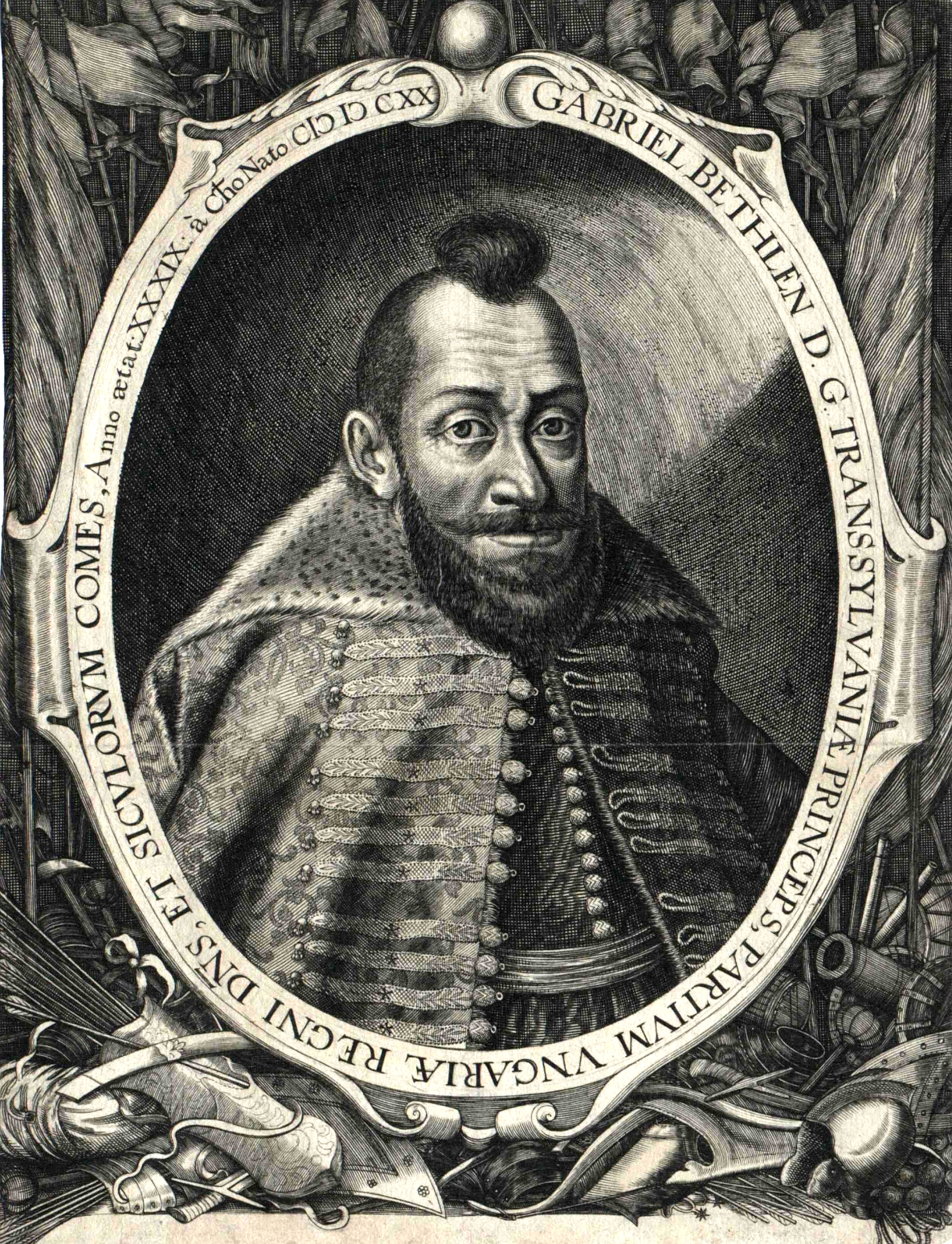
Le prince de Transylvanie Gabriel Bethlen (en hongrois Bethlen Gábor) en 1620.

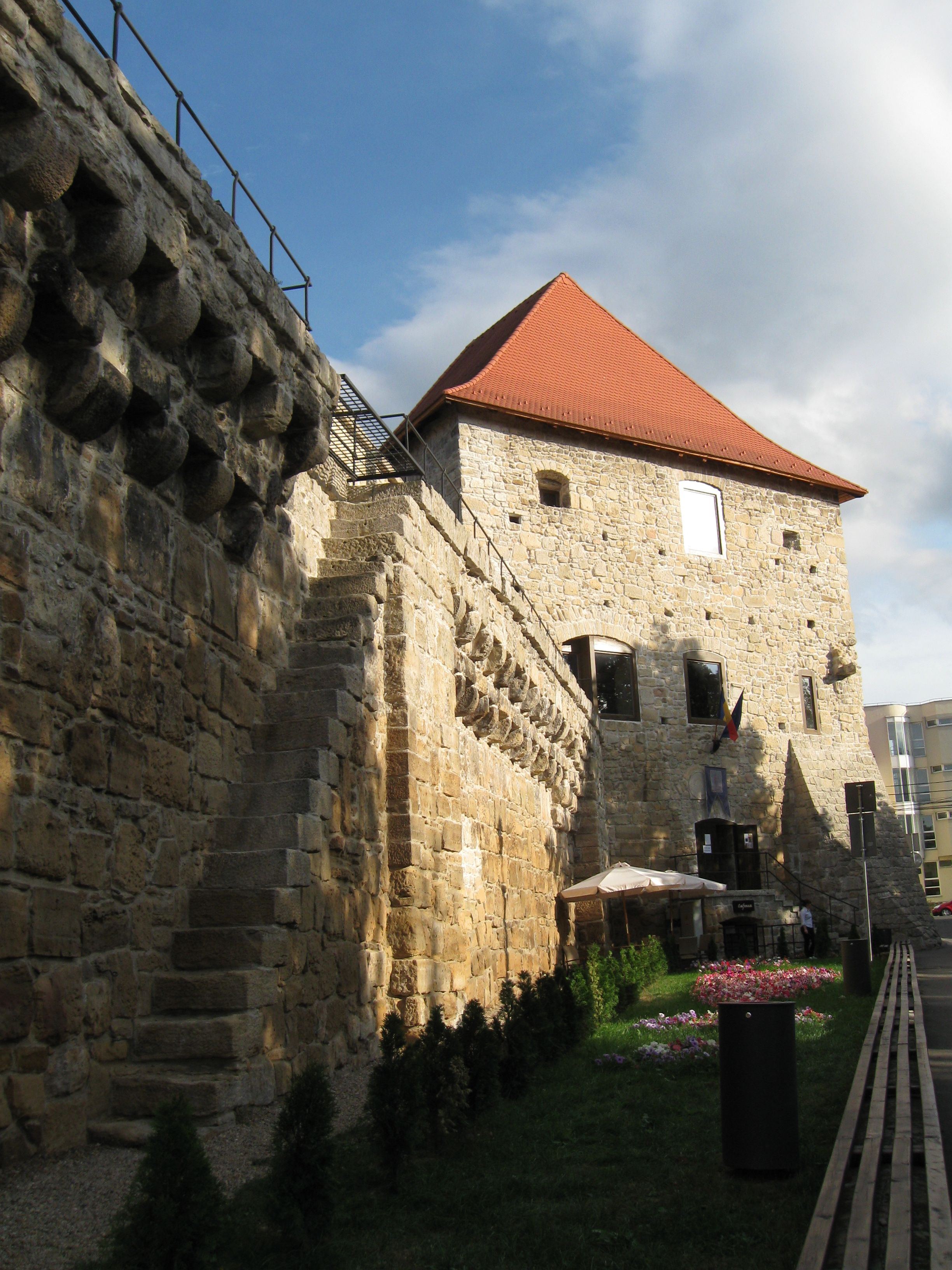
Le bastion des Tailleurs de Cluj-Napoca.

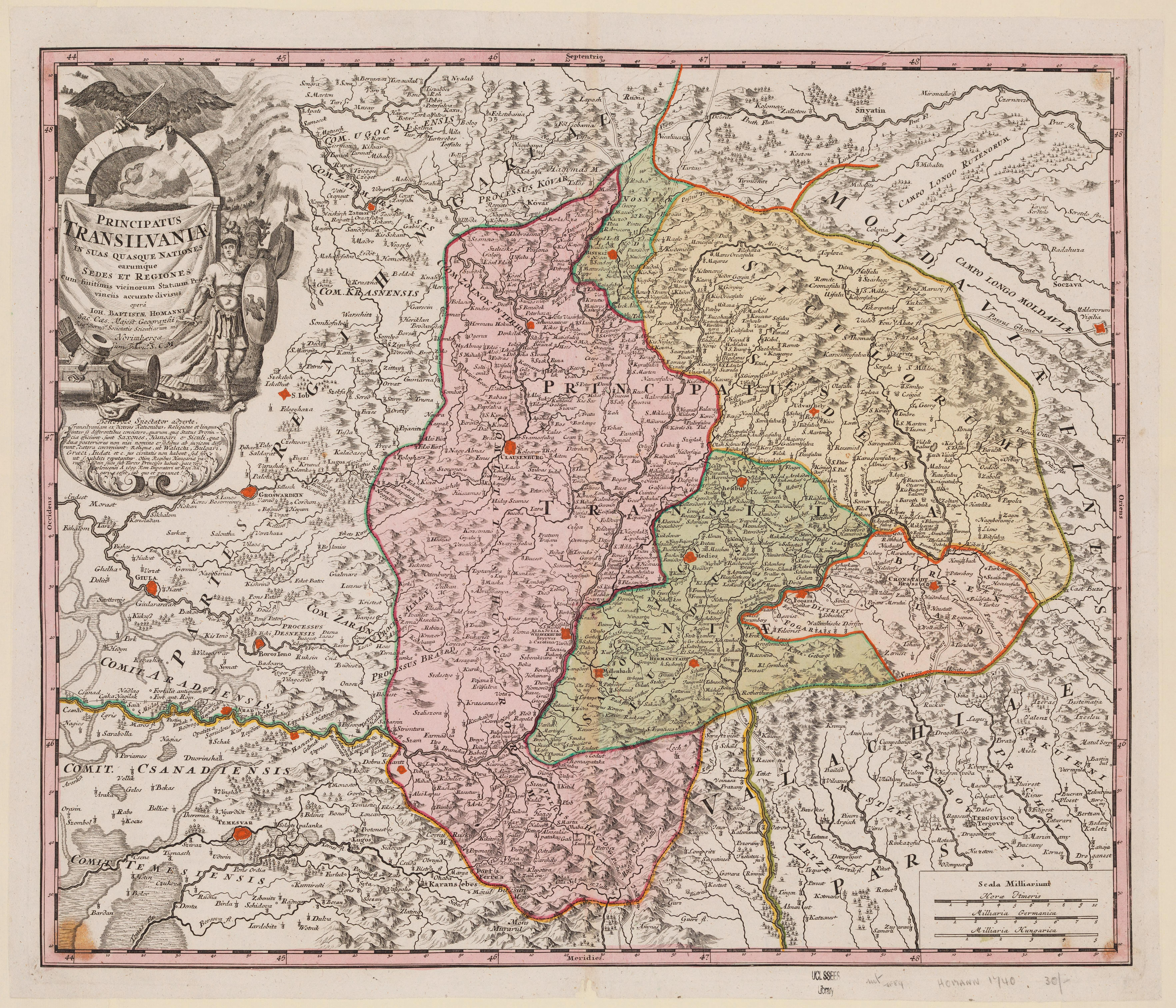
Carte d'époque de la principauté de Transylvanie aux XV-XVI siècles : zones allemandes en vert, pays sicule en jaune.

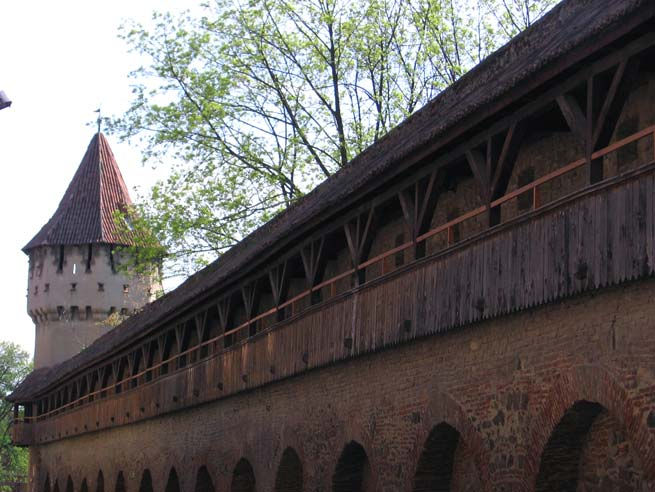
Fortifications de Sibiu.

L’irruption des Turcs ottomans dans le bassin danubien et le désastre hongrois de Mohács (1526), provoquent la désintégration du royaume médiéval de Hongrie, après près de dix ans de lutte contre les Turcs et de batailles dynastiques entre les Zápolya, les Jagellon et les Habsbourg pour le trône de Hongrie. Tandis que la Hongrie centrale devient un pachalik ottoman en 1541 (Hongrie ottomane), les Habsbourg d’Autriche s’emparent de la Hongrie occidentale et de la Hongrie du Nord (en partie l’actuelle Slovaquie), dite Hongrie royale, tandis que la Transylvanie est donnée à Jean Ier Zapolya par la paix de Nagyvárad, en 1538. Mais deux ans plus tard, le roi meurt, laisse un trône convoité par le Saint-Empire entre les mains de son fils Jean II de Hongrie, qu’on s’empresse d’élire roi, sous régence de sa femme Isabelle et de son conseiller Giorgio Martinuzzi.

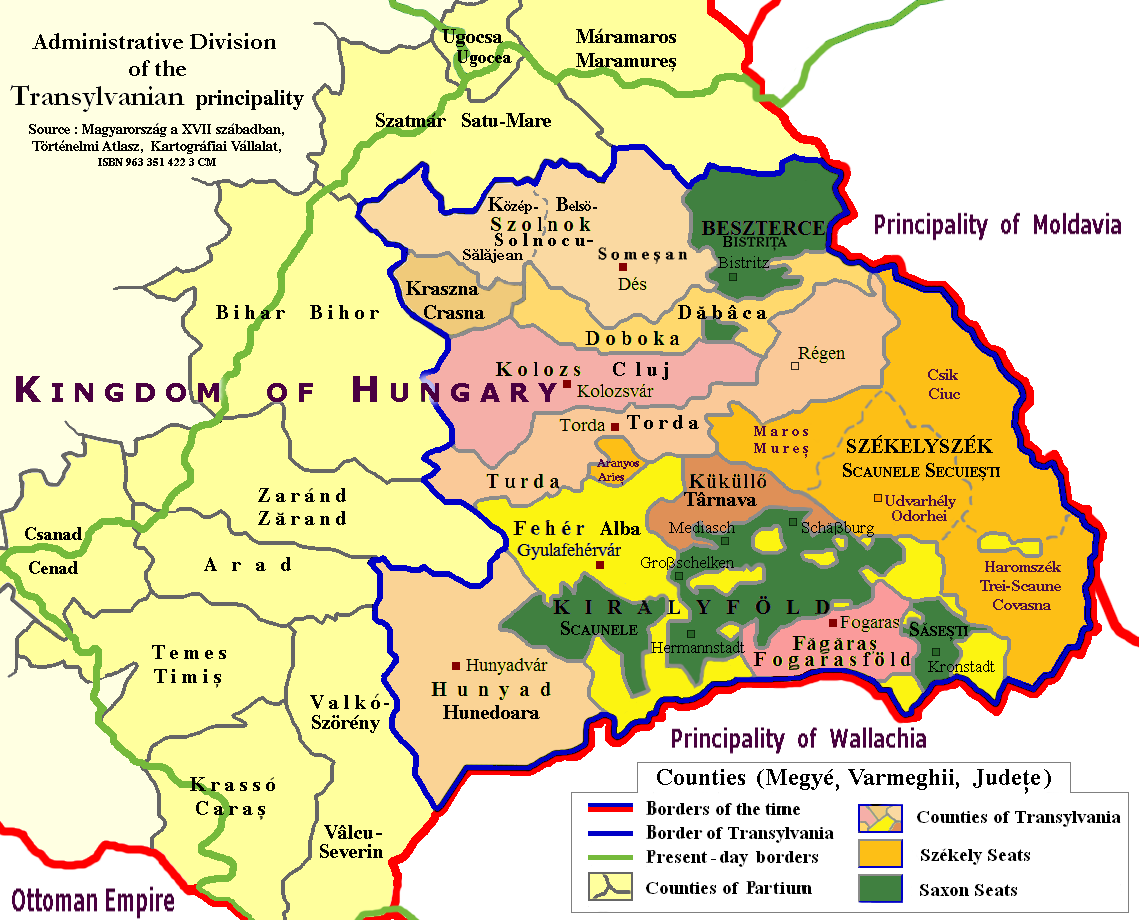
La principauté de Transylvanie entre 1606 et 1660.

Soliman n'abandonne pas ses ambitions de conquête : quinze ans après Mohács il renvoie ses armées en Hongrie, qui pénètrent jusqu’à Buda, sans pour autant manifester de volonté de gouverner par lui-même : il souhaite laisser la Transylvanie jusqu’au fleuve Tisza à Jean II, contre 10 000 florints d’impôt par an. Le Parlement transylvain accepte ces conditions et élève Jean Sigismond au titre de prince de Transylvanie, retirant ainsi tout droit aux Habsbourg. Bien que nominalement, le statut de Voïvodat soit maintenu, on parle dès lors non plus de voïvodat, mais de « principauté de Transylvanie », la différence étant que voïvode est un office, tandis que prince est un titre de noblesse, et c’est bien ce que seront désormais ses souverains. La Transylvanie voit alors son territoire agrandi, incluant la Marmatie, l’Est de la Hongrie et de l’actuelle Slovaquie (Partium).
Cependant en 1546, le sultan demande la remise de deux châteaux se trouvant à l’Ouest de la Transylvanie, et Martinuzzi (György Fráter en hongrois), concluant à la volonté toujours vive de conquête sultan ottoman, entre en négociations avec le souverain de la Hongrie royale, le roi Ferdinand Ier de Habsbourg — futur empereur Ferdinand Ier du Saint-Empire — ce qui aboutit en 1549 à la convention de Nyírbátor, reconnaissant les droits de Ferdinand sur la Transylvanie en échange de la sécurité de celle-ci. En apprenant les clauses de ce traité secret, la reine mère se rapproche du sultan et lui dénonce le « traître moine », demandant en échange la sécurité de son fils et son accession au trône de « roi de la Transylvanie ».
Mais la Transylvanie ne deviendra pas un royaume : une guerre se déclenche et la reine mère perd face aux Habsbourg. Elle se voit obligée d’abdiquer avec son fils. Ferdinand réunit alors la partie ouest et nord de la Hongrie (Hongrie royale), tandis que le voïvodat de Transylvanie devient une principauté indépendante avec à sa tête Martinuzzi nommé prince par Ferdinand. La guerre avec les Turcs est suspendue diplomatiquement. Cependant, le 16 décembre 1551 Ferdinand fait assassiner Martinuzzi, dont il craignait les velléités d’indépendance, ce qui a pour effet de remettre les Ottomans dans la course. Au début de 1552, le sultan rétablit la reine mère Isabelle et son fils sur le trône de Transylvanie, l’empereur affaibli ne pouvant riposter. Le 12 mars 1556, la Diète transylvaine décide d’entériner ce règne, tandis que l’empereur Ferdinand, dans une lettre au sultan, énonçait la remise de la Transylvanie à Jean Sigismond. Dorénavant la Transylvanie est une monarchie quasi indépendante, mais qui doit accepter, comme avant elle la Valachie et la Moldavie, le statut de vassale de l’Empire ottoman. Vassale ne signifie pourtant pas annexée, et c'est pourquoi les cartes qui montrent la Transylvanie, la Valachie et la Moldavie comme territoires ottomans, sont fausses. En effet les trois principautés gardent leur statut d’États chrétiens autonomes, leurs armées, leurs institutions, leurs lois et leurs ambassadeurs. Le traité de Spire, du 10 mars 1571, signé par l’empereur Maximilien II et le prince, officialisait cette position de la Transylvanie.
Lors de la Réforme, alors que la Contre-Réforme sévit en France et dans les possessions des Habsbourg (Autriche, Bohême, Hongrie royale), la Diète transylvaine, par l’édit de tolérance de 1568, passe en majorité au protestantisme, soit luthérien (adopté par les Saxons), soit calviniste (adopté par une partie des Magyars et des Szeklers occidentaux), soit unitarien (adopté par une partie des Magyars). Dans cet édit de tolérance transylvain, ces quatre confessions (professées par les aristocrates, les bourgeois et les fermiers libres, magyarophones ou germanophones) sont déclarées « acceptées » (receptæ), alors que les « Valaques » en sont exclus car leur foi orthodoxe est seulement « tolérée » (tolerata). C'est pourquoi, du point de vue des Magyars et des Saxons, ce XVIIe siècle est un « âge d'or » de la Transylvanie, alors que du point de vue de la paysannerie valaque orthodoxe, c’est un « âge de larmes » car c'est sur elle que pèsent servage, corvées, capitation, gabelle et même la dîme due à une église qui n’est pas la leur.
Les voïvodes de Transylvanie, comme ceux de Moldavie et Valachie, jouent double jeu pour sauvegarder leur marge de manœuvre : ils paient un tribut aux Ottomans tout en reconnaissant, à plusieurs reprises, l’autorité lointaine des Habsbourg. Après la mort de Jean Sigismond le 14 mars 1571, Étienne Báthory est élu voïvode de Transylvanie. Le sultan agrée cette décision, considérant Bathory comme le successeur légitime de Jean Sigismond, mais ordonnant une collaboration diplomatique étroite entre le prince Báthory et le bey de Buda, premier fonctionnaire du sultan en Hongrie. Mais en 1575, l’aristocratie polonaise demande à Báthory, fiancé à Anne, la sœur de Sigismond II Auguste, d’accéder au trône de Pologne, et celui-ci accepte, laissant la Transylvanie à son frère Christophe. Suivront les voïvodes Sigismond Ier Báthory, obligé de démissionner en 1596 après une défaite contre les Turcs, un bref passage de Rodolphe II, qui sera renvoyé par la noblesse en 1601, noblesse qui rappellera Sigismond, qui abdiquera de nouveau en 1602, à la suite d’une nouvelle défaite, contre le Saint-Empire cette fois. Cette fois c’est Étienne II Bocskai, ancien conseiller des Báthory, qui est élu voïvode de la Transylvanie en 1605, puis prince de Hongrie, mais il n’accepte ni le titre du roi de Hongrie ni la couronne de la main de l’Empire ottoman.
Il existe, pour cette période, deux instrumentalisations historiques nationalistes modernes, l’une hongroise, l’autre roumaine. La première concerne le statut de la Transylvanie, dont l’indépendance en tant que principauté élargie au Partium est occultée au profit de la notion de « royaume de Hongrie orientale » : c’est un point de vue « grand-hongrois » selon lequel l’histoire transylvaine ne se distingue en rien de celle de la Hongrie royale et doit être étudiée et décrite uniquement comme telle (mais si cela avait été le cas, la notion même de Partium n’aurait pas existé). La seconde concerne la brève intrusion en Transylvanie, entre novembre 1599 et août 1600, du voïvode de Valachie Michel le Brave, un condottiere au service de l’empereur Habsbourg, agissant ensuite pour son compte personnel et unissant brièvement la Transylvanie à la Valachie et à la Moldavie : cet éphémère épisode, passé quasi inaperçu à l’époque, est décrit par les historiens roumains de l’âge romantique (XIXe siècle) comme une « préfiguration » de la Roumanie, alors que rien ne l’étaye : Michel n’a rien dit ou écrit faisant allusion à une quelconque unité des « Valaques », n’a eu aucune action émancipatrice pour les paysans transylvains, a renouvelé les privilèges des nobles magyars et des Saxons, et il a alourdi le servage en Valachie même.
À l’arrivée au pouvoir de Gábor Báthory, le sultan renonça au tribut annuel pour tribut triennal. Gábor engage des pourparlers avec l’empereur pour une alliance contre les Turcs, mais son conseiller, Gábor Bethlen, en informe le sultan qui lui cède en 1613 le droit de déposer le monarque. Le 21 octobre 1613, la diète transylvaine, soudoyée par le sultan, élit Bethlen prince. Protestant, Bethlen tenta de rassembler les contrées protestantes contre l’absolutisme catholique des Habsbourg. En 1619, il s’engage dans la guerre de Trente Ans aux côtés de la Bohême. En 1626 il épouse Catherine de Brandebourg, tandis que Pays-Bas, Danemark et Pologne (pourtant catholique) rejoignent la coalition. Il meurt en 1629 et un candidat finalement accepté par les Turcs, Georges Ier Rákóczi, lui succède, continuant la lutte contre Ferdinand, qui meurt en 1637. La guerre de Trente Ans entre dans sa dernière phase, où les Allemands affrontent des Français à l’ouest et Rákóczi à l’est. Ce dernier conclut en 1643 un accord avec la France et la Suède, passant outre à la désapprobation du Sultan. Un accord secret entre Louis XIV et le prince Rákóczi complète en 1645 ces accords.
Le sultan voit d’un mauvais œil ce prince si indépendant, aux puissants alliés, et le menace d’intervenir : en décembre 1645, Rákóczi obtempère et retire ses troupes de Moravie, signant la paix à Linz avec Ferdinand III, sortant la Transylvanie de la guerre de Trente Ans. Néanmoins, la Transylvanie participe trois ans plus tard, comme puissance souveraine, aux négociations à la paix de Westphalie qui conclut la guerre de Trente Ans. C’est en 1699 que cette souveraineté prend fin, lorsque les Habsbourg conquièrent la Transylvanie et en font un archiduché intégré à leur empire, mais un archiduché réduit à son territoire d’avant 1526, sans le Partium.

### La Transylvanie sous les Habsbourg d'Autriche (1690-1867)
(mai 2012).

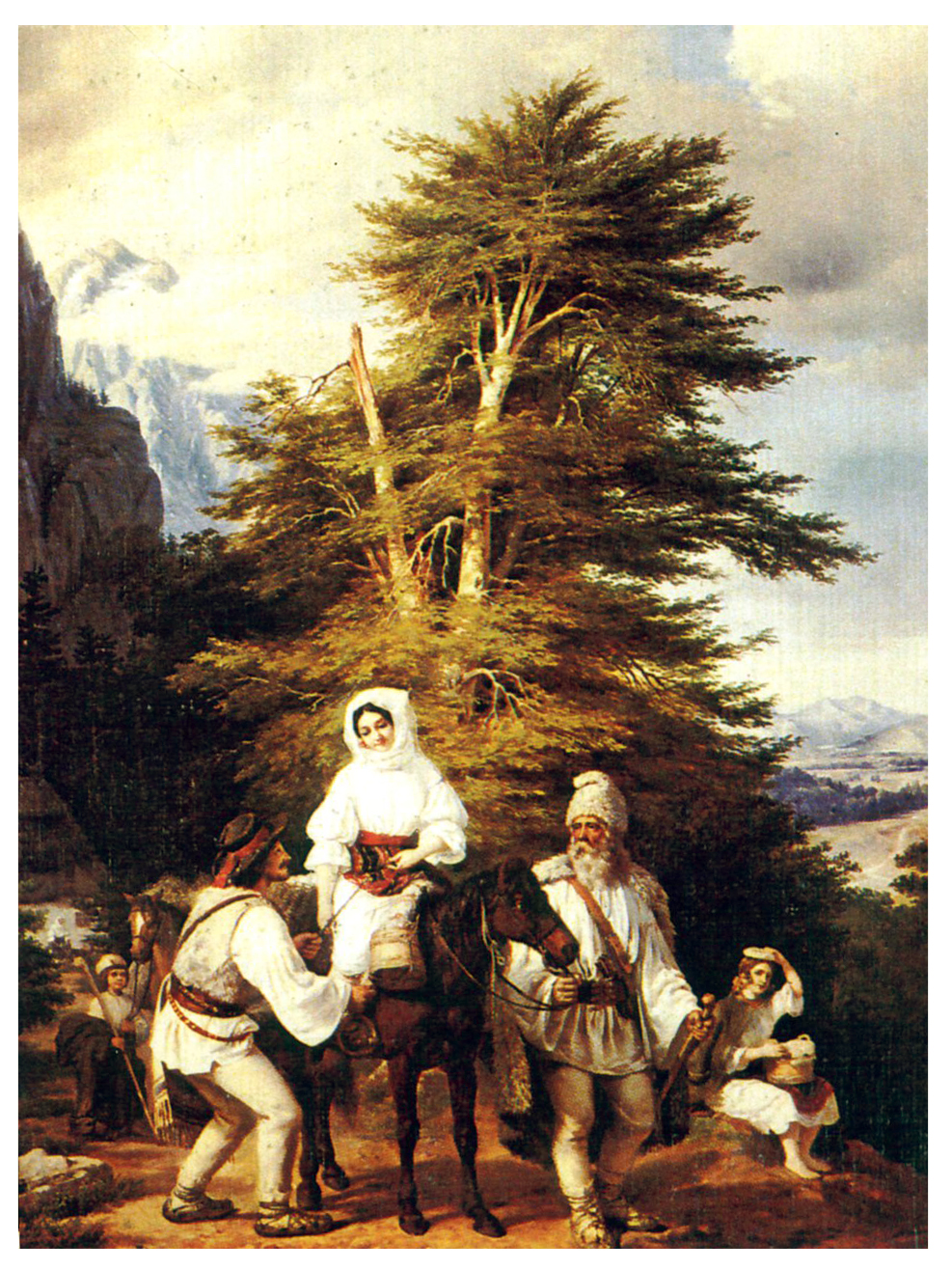
Miklos Barabas : famille roumaine descendant au marché, 1844.

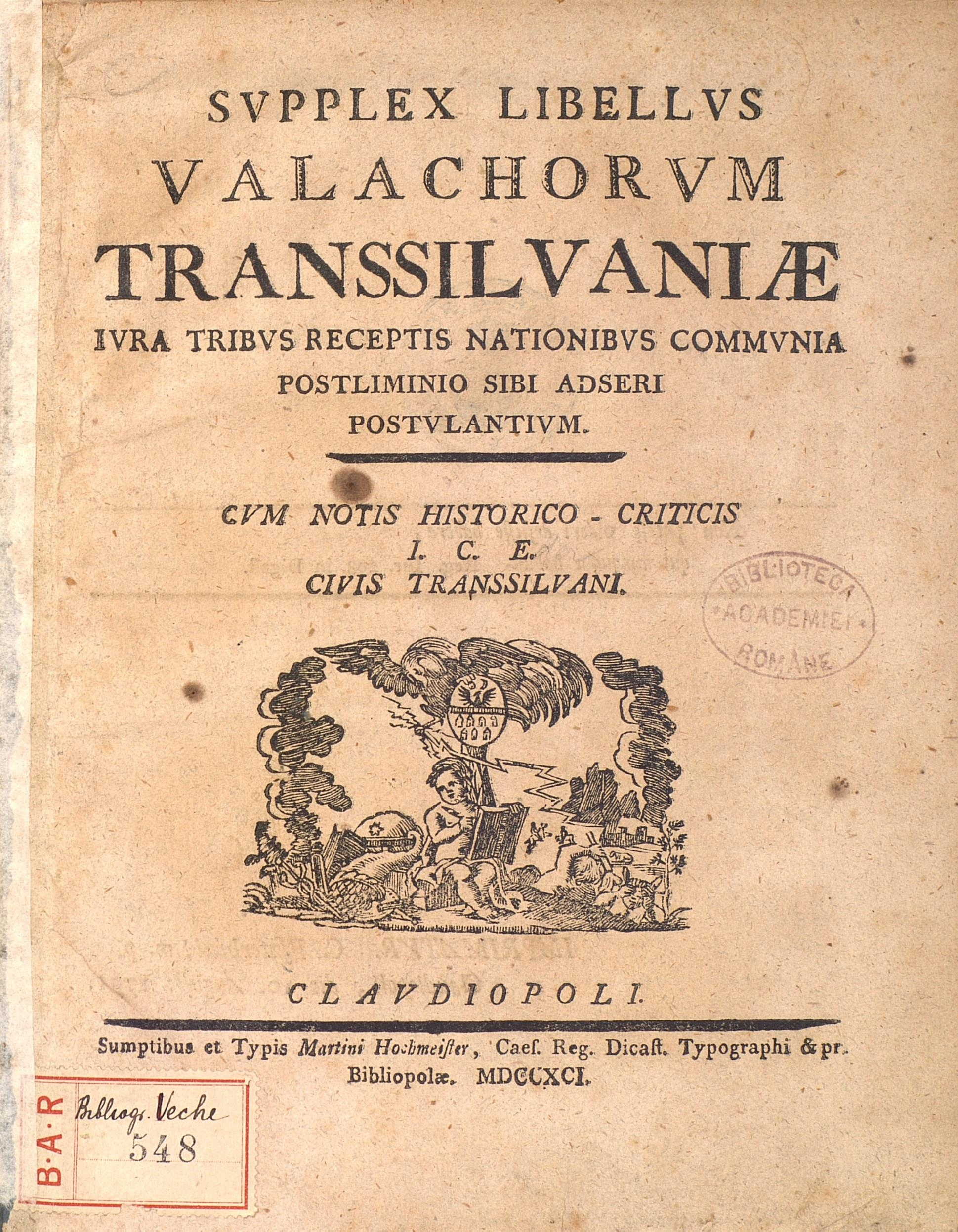
Première édition du Supplex Libellus Valachorum Transsilvaniæ, œuvre majeure des Lumières transylvaines, publié à Cluj en 1791.

À partir de 1688-1690, la Transylvanie, désormais grand-duché et ramenée à ses limites d’avant 1526, passe sous le contrôle de l’empire des Habsbourg qui vient de conquérir le bassin danubien après 150 ans d’occupation ottomane. L’empereur Léopold reconnaît l’autonomie et les institutions transylvaines (Diploma Leopoldinum) mais il met en place un gouverneur aux côtés du prince et un Conseil (Gubernium) parallèle à la Diète. Gouverneur et Conseil rognent progressivement les attributions des institutions transylvaines et représentent personnellement l’Empereur dans ce qui devient, peu à peu, une simple province de son Empire. La religion catholique reprend une place importante et en 1698 une partie des orthodoxes, las des discriminations dont ils sont l’objet, acceptent de reconnaître l’autorité du pape (Église grecque-catholique de Transylvanie). Les gréco-catholiques de Transylvanie ouvriront des écoles et seront le moteur de l’émancipation des Roumains, développant un esprit de résistance qui les fera interdire et persécuter entre 1946 et 1989 lors de la période communiste. Les réformés, pour leur part, sont tolérés, mais perdent leur influence politique.
C’est aux XVIIe et XVIIIe siècles, sous l’influence de l’esprit des Lumières, que commence la renaissance culturelle roumaine, animée notamment par les élites gréco-catholiques de langue roumaine qui n’ont aucune participation au pouvoir. À la fin du XVIIIe siècle, un noyau de bourgeoisie roumaine instruite est néanmoins formé, il participe à la renaissance culturelle roumaine et formule ses revendications au sein de l’« École transylvaine ». Entre 1784 et 1792, les Roumains réclament le statut « quatrième nation » en Transylvanie, à égalité avec les hongrois, les sicules et les saxons, comme en témoigne le Supplex Libellus Valachorum Transsilvaniæ (ro), texte traduit à Paris dans le Mercure de France, aux termes analogues à la déclaration d'indépendance des États-Unis et à celle des droits de l’Homme et du citoyen française. La Révolution transylvaine de 1784 échoue, mais les Habsbourg réalisent qu’il faut « lâcher du lest » et Joseph II, imprégné par l’esprit des Lumières, mène entre 1781 et 1787 des réformes audacieuses : abolition du servage et démantèlement des privilèges des ordres (hongrois, sicule, saxon) issus du Moyen Âge. Mais, refusées par la noblesse hongroise, ces réformes sont annulées en 1790, dans le contexte de la Révolution française qui effraie toutes les cours impériales d’Europe.
Ces réformes qui mettaient les Roumains à égalité avec les autres « nations » reconnues de Transylvanie sont un électrochoc pour les Hongrois de Transylvanie, nobles mais aussi bourgeois, qui commencent à réclamer la suppression du grand-duché de Transylvanie et son rattachement (Unió) à la « Grande Hongrie » comprenant également le royaume de Croatie-Slavonie. Les Sicules, de langue hongroise, s’identifient, eux aussi, de plus en plus, à la « cause nationale » hongroise. À partir de cette époque, la Transylvanie va de plus en plus devenir l’enjeu de revendications identitaires, qui n’ont pas complètement cessé au début du XXIe siècle. En 1848, le nationalisme romantique du « Printemps des peuples » luttant pour la liberté et la démocratie contre les tyrans souverains, révèle vite ses limites en Europe centrale, dont la Transylvanie, où les révolutions hongroise et roumaine de 1848 échouent après s’être opposées l’une à l’autre.

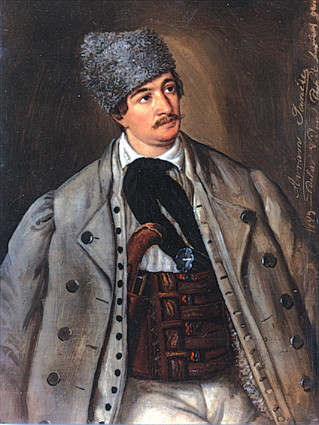
Avram Iancu.

En Transylvanie, la situation en 1848 est particulière car les révolutionnaires hongrois de Lajos Kossuth, profondément jacobins, ont repris à leur compte les revendications des partisans de la Grande Hongrie et décidé la suppression de la diète transylvaine ; de plus, ils veulent faire du magyar la seule langue de la future Hongrie révolutionnaire. Dans ce projet, les non-magyars de Transylvanie n’ont aucune chance de voir aboutir leurs revendications. En conséquence, si une minorité de germanophones et de roumanophones, moins attachés à leur culture, adhère au programme de Kossuth lors des diètes de Cluj/Kolozsvár et de Debrecen, la majorité s’en détache. Les Saxons regardent de plus en plus vers l’Allemagne qui cherche, à Francfort, les voies de son unification. Quant aux Roumains, rassemblés sous la bannière d’Avram Iancu lors de la grande assemblée de Blaj le 15 mai 1848, ils forment un corps de volontaires.
L’armée de Kossuth réagit par des tirs sans sommation, mais les volontaires roumains, montagnards aguerris par une vie de privations et experts en pièges et embuscades, la repoussent par deux fois dans le massif du Bihor, à Abrud et à Mărișel (dans les mêmes terroirs où la Révolution transylvaine de 1784 avait tenu en échec les hussards magyars 64 ans plus tôt). Parmi les figures de cette révolution, qui reprennent à peu de chose près les revendications du Supplex libellus valachorum de 1784 et des 36 points du Parti de la nation de Moldavie, on note la présence d’Alexandru Papiu Ilarian, d’Ioan Axente Sever, de Simion Balint, de Simion Bărnuțiu, d’Ioan Buteanu, de Petru Dobra, de Timotei Cipariu, d'Ioan Dragoș, d'Ioan Sterca-Șuluțiu et de David Urs de Marginea.

En bleu-vert la Transylvanie au sein de l'empire d'Autriche en 1866, par F. Köke et Dominil Biller.

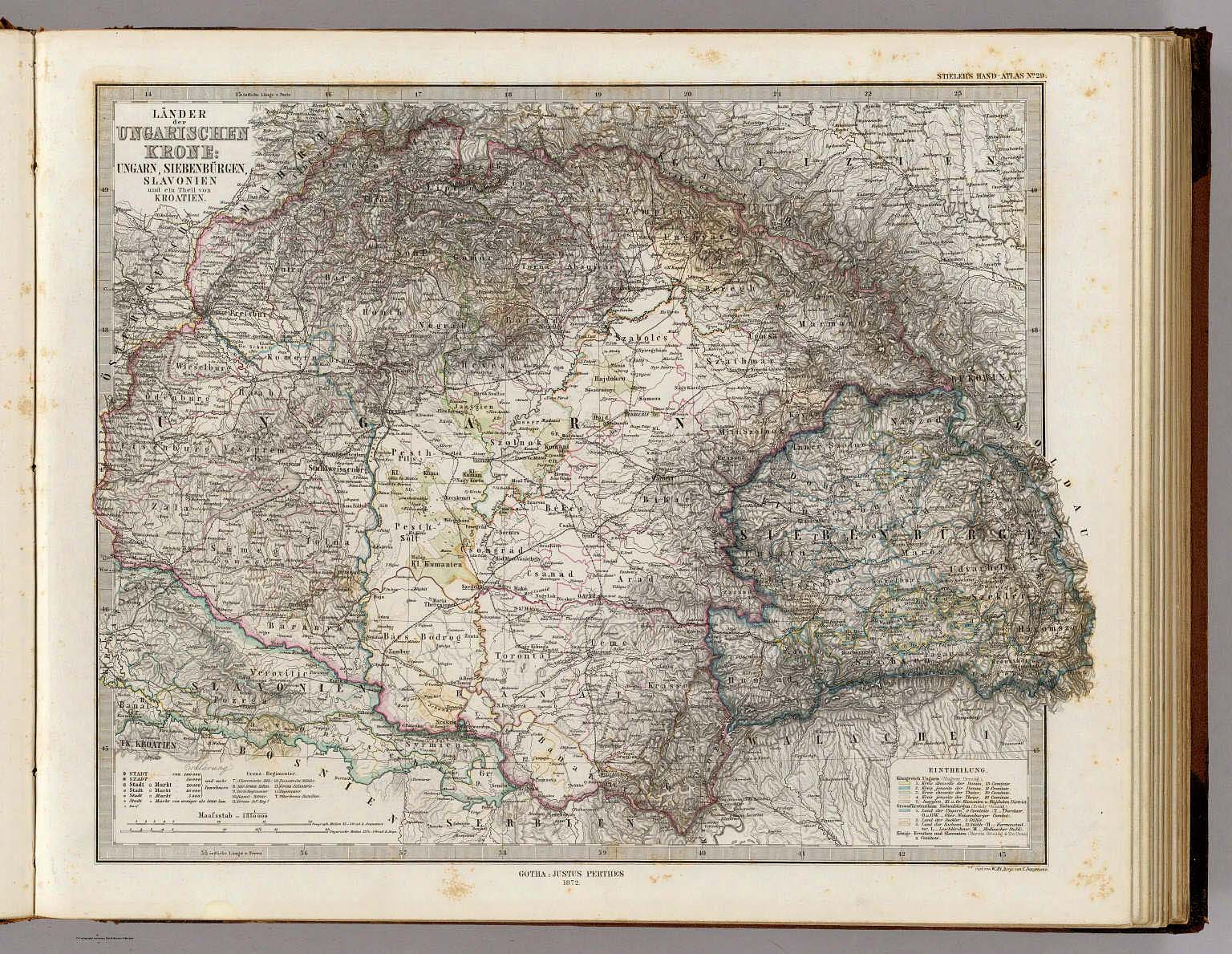
La Transylvanie (à droite) au sein des pays de la Couronne de Saint-Étienne en 1872.

La 29 mai 1848, à Cluj, se tient une séance exceptionnelle de la diète transylvaine. Le système électoral censitaire fait que la majorité roumanophone du pays (70 % de la population à ce moment, les statistiques linguistiques ayant été introduites) y est très peu représentée (sur 300 députés, il y a 273 magyars, 24 germanophones et seulement 3 roumanophones). La majorité des députés, des magyars ralliés à Kossuth, proclame le rattachement de la Transylvanie à la Hongrie, au grand dam des roumanophones, mais aussi des Saxons et d’une partie des Széklers (notamment les réformés). Même le grand poète hongrois Sándor Petőfi, lui-même transylvain, prit parti contre cette décision.
Le divorce était définitivement consommé entre les révolutionnaires hongrois d’un côté, et les Roumains, les Saxons et les Sicules de l’autre. Les efforts de Nicolae Bălcescu, médiateur missionné par le gouvernement révolutionnaire de Valachie, qui alla voir Kossuth lui-même à Budapest (la conversation eut lieu en français), n’aboutirent à rien. Une partie de l’armée magyare en était encore à réprimer les Roumains en Transylvanie, alors qu’à l’appel des Habsbourgs soucieux de reconstituer leur empire, les troupes russes du Tsar envahissaient déjà la Hongrie révolutionnaire, conformément aux traités de la Sainte-Alliance. Résultat : la Révolution hongroise fut écrasée à la bataille de Șiria (près d'Arad) en 1849. Lajos Kossuth, chef des révolutionnaires hongrois, doit s’exiler après l’exécution de treize de ses généraux à Arad le 6 octobre 1849. De son côté, Avram Iancu sombra dans la dépression, cessa de plaider, adopta un comportement excentrique (il parcourait les villages en jouant des airs de flûte), fut radié du barreau, refusa une décoration offerte par le jeune empereur François-Joseph en visite en Transylvanie (pour le remercier d’avoir combattu Kossuth) et fit un tel scandale face au souverain, qu’il fut considéré fou et chassé manu militari. Aux yeux des nationalistes hongrois, les Roumains ont « trahi la cause révolutionnaire »… et inversement,,.
Suit une courte période de transition dite du néo-absolutisme autrichien : le grand-duché de Transylvanie, dont l’autonomie fut rétablie pour encore 19 ans (elle fut définitivement abolie en 1867), devient de facto une coquille vide, dissoute dans un système répressif et bureaucratique, qui n’en poursuit pas moins les réformes de modernisation de 1848-1849 (fin du servage, modernisation des codes juridiques). Dans les années 1860 l'Autriche subit plusieurs graves défaites en Italie puis à Sadowa en 1866, et l'empereur François-Joseph doit relâcher la pression sur les nationalités. Une diète transylvaine se réunit à Sibiu où, pour la première fois, les Roumains sont représentés, et vote l'usage à égalité des trois langues, roumaine, hongroise et allemande dans l'administration (1863-1864). Un projet est présenté à l'empereur : l’Autriche, comme l'Allemagne, deviendrait une fédération de sept monarchies dont il serait le roi ou l’archiduc : Autriche, Bohême-Moravie, Galicie-et-Lodomérie, Hongrie, Croatie-Slavonie, Transylvanie, Dalmatie. Mais, pour ne pas contrarier la puissante aristocratie d’Autriche et de Hongrie, l’empereur choisit de ne faire reposer l’équilibre de l’Empire que sur un pacte avec les seuls Hongrois qui fonde l’Autriche-Hongrie. Pour sa part, la Transylvanie est intégrée dans la Grande Hongrie, au grand dam des non-magyars.

## Légende de Dracula
La légende de « Dracula » est liée à la Transylvanie mais n'est pas une légende transylvaine : c'est une légende romantique de l'époque victorienne, dont l'action se situe en Transylvanie… Elle a été forgée au XIXe siècle par l'écrivain irlandais Bram Stoker dans son fameux roman Dracula, dont le titre est emprunté à l'histoire roumaine, mais où figurent aussi des éléments de biologie sud-américaine (les chauves-souris vampires Desmodus rotundus). Quoi que puissent en dire certains guides et agences de tourisme, les deux princes Vlad de la dynastie des Basarab surnommés « Dracul » et « Țepeș » (le dragon et l'empaleur) étaient voévodes de Valachie, et non de Transylvanie. Vlad le Dragon était ainsi surnommé parce qu'il était chevalier de l'« ordre du Dragon ourobore », voué à la lutte contre les Turcs ottomans. Aucun château transylvain ne leur a jamais appartenu.